# 富士電視台星期日早上9時動畫
富士電視台星期日早上9時動畫是一個由富士電視台製作，於星期日早上9時由富士電視台等頻道播出的動畫時段。時段被稱為『ドリーム9』。

## 早上9時
往年這個時段播過包含數碼寶貝、鬼太郎、七龍珠等系列。
- 数码宝贝系列
- 魔法少年賈修
- 美食獵人
- 鬼太郎
- 逃走中
- 七龍珠

## 早上9時30分
- 太空戰神
- 铁臂阿童木
- 龍王傳說
- 航海王

## 另見
- 朝日放送製作星期日早上8時30分動畫，同為東映動畫
- 富士電視台星期日下午6時動畫，開始於1962年，是日本現在最久的動畫時段